# André Patris
Pour les articles homonymes, voir Patris.
André Patris, né le 3 février 1921 à Wépion et mort le 15 octobre 2010 à Waterloo, est un journaliste belge et un militant wallon.

## Biographie
Docteur en philosophie et lettres devant le Jury central, André Patris entre à Vers l'Avenir en 1945. Il affirme au sein de la rédaction son opposition au retour de Léopold III de Belgique qu'il estime ne plus être le roi des Wallons.  Il collaborera à La Revue Nouvelle et sera même membre de son comité de rédaction (1952-1954).
Il est alors fonctionnaire européen à la CECA de (1954 à 1973) et c'est là qu'il rencontrera André Renard (en 1959), ce syndicaliste attentif aux réalités européennes et internationales et membre du Conseil consultatif de cet organisme européen.
André Patris est membre du Mouvement populaire wallon (il collabore au journal de ce mouvement, Combat, dans les colonnes duquel André Genot fait son éloge) et de Rénovation wallonne. Il signe en 1967 le manifeste  La Wallonie dans l'Europe. Influencé par Charles Baré et André Genot il apporte son soutien à ce dernier quand celui-ci, au nom de la Délégation permanente des mouvements wallons, demande à la Commission européenne alors présidée par Jean Rey de réaliser une étude sur les difficultés économiques de la Wallonie.
Il publie plusieurs ouvrages politiques parfois sous pseudonymes Benelux, 20 millions de Néerlandais (1970: pseudonyme de Gallus), Wallonie 70, naissance d'un peuple (également en 1970) puis L'étape décisive (1973), où il se prononce clairement pour une Belgique à trois États, et en signant cette fois de son propre nom. Il est rédacteur en chef de l'hebdomadaire Rénovation pour l'union des progressistes dès sa création en 1970. C'est un des nombreux organes qui luttent pour le Rassemblement des progressistes. À ce journal  succédera Quatre millions quatre journal plus proche du Front démocratique des francophones. Il pense aussi que, dans le cadre belge, la Wallonie doit pouvoir mener sa politique extérieure avec l'aide de la France. Il participe aussi au Tome I de Quelle Wallonie? Quel socialisme? en tant que membre du groupe B/Y (Max Bastin et Jacques Yerna).
Il fonde enfin la maison de la Francité à Bruxelles et il en sera le directeur de 1978 à 1999. Il évolue peu à peu vers le réunionisme, ce que laisse déjà deviner le dernier ouvrage qu'il ait fait paraître Wallons qui es-tu?, Laudelout, Bruxelles, 1990. Il se ralliera en 1999 au Rassemblement Wallonie-France de Paul-Henry Gendebien.
Il a publié Benelux, 20 millions de Néerlandais ? (Desclée De Brouwer, 1969) sous le pseudonyme de Gallus.
L'Encyclopédie du Mouvement wallon lui consacre une importante notice aux p. 1242-1243 de son tome III.